# شراگا واینبرگ
 شراگا واینبرگ (انگلیسی: Shraga Weinberg؛ زاده ۱۰ مارس ۱۹۶۶) یک تنیس‌باز اهل اسرائیل است. 